# Люсьєн Віктор
Люсьєн Віктор (28 червня 1931 — 17 вересня 1995) — бельгійський велогонщик.
Олімпійський чемпіон 1952 року в командній шосейній гонці.